# Torneo Apertura 2021 Segunda División (Guatemala)

## Sistema de competición
El Torneo Apertura 2021 será la edición de la Segunda División que dé inicio a la temporada 2021-22 de la segunda máxima categoría de ascenso en Guatemala. Contará con la participación de 40 equipos.
Veinte equipos de diferentes partes del país son divididos en cinco grupos de 8 equipos cada uno, quienes se enfrenta en un formato de visita recíproca utilizando el sistema de puntos del fútbol internacional: 3 puntos por victoria, 1 punto por empate y 0 puntos por derrota.
Al final de los enfrentamientos regulares, los dieciséis mejores equipos de la tabla acumulada (una combinación de resultados de todos los grupos) se enfrentan en la fase final, en donde equipos de ambos grupos se enfrentan entre sí, de la siguiente manera:
- 1° vs. 16°
- 2° vs. 15°
- 3° vs. 14°
- 4° vs. 13°
- 5° vs. 12°
- 6° vs. 11°
- 7° vs. 10°
- 8° vs. 9°

## Cambios en los equipos
| Salieron de la Liga                   | Salieron de la Liga                    | Entraron a la Liga                      | Entraron a la Liga                          |
| Ascendidos a Primera División 2021-22 | Descendidos a Tercera División 2021-22 | Descendidos de Primera División 2020-21 | Ascendidos de Tercera División 2020-21      |
| ------------------------------------- | -------------------------------------- | --------------------------------------- | ------------------------------------------- |
| 1.° Juventud Pinulteca                | 37.° Villa Nueva                       | 17.° Sayaxché                           | 1.° Democracia                              |
| 2.° Deportivo Amatitlán               | 38.° Rabinal                           | 18.° Carchá                             | 2.° Cuilapa                                 |
| 3.° Agua Blanca                       | 39.° Teculután                         | 19.° Petapa (disuelto)                  | 3.° Pajapita                                |
|                                       | 40.° Jocotán                           |                                         | 4.° Futeca                                  |
|                                       |                                        |                                         | 5.° Buenos Aires (por disolución de Petapa) |

## Equipos participantes
| Grupo A             | Grupo A                            | Grupo B            | Grupo B                                 | Grupo C       | Grupo C                                |
| Equipo              | Ciudad                             | Equipo             | Ciudad                                  | Equipo        | Ciudad                                 |
| ------------------- | ---------------------------------- | ------------------ | --------------------------------------- | ------------- | -------------------------------------- |
| Buenos Aires        | Livingston, Izabal                 | Atlas Esquipulas   | Esquipulas, Chiquimula                  | Barberena     | Barberena, Santa Rosa                  |
| Carchá              | San Pedro Carchá, Alta Verapaz     | Gualán             | San Diego, Zacapa                       | Bárcena VN    | Villa Nueva, Guatemala                 |
| Heredia             | Livingston, Izabal                 | Salamá             | Salamá, Baja Verapaz                    | Capitalinos   | Ciudad de Guatemala                    |
| Izabal JC           | Puerto Barrios, Izabal             | San Diego          | San Diego, Zacapa                       | Chiquimulilla | Chiquimulilla, Santa Rosa              |
| Manatí              | El Estor, Izabal                   | San Jorge          | San Jorge, Zacapa                       | Cuilapa       | Cuilapa, Santa Rosa                    |
| Melchor             | Melchor de Mencos, Petén           | Santa Cruz AV      | Santa Cruz Verapaz, Alta Verapaz        | Fraijanes     | Fraijanes, Guatemala                   |
| San Benito          | San Benito, Petén                  | Sansare            | Sansare, El Progreso                    | Futeca        | Ciudad de Guatemala                    |
| Sayaxché            | Sayaxché, Petén                    | Tigres del Jumay   | Jalapa, Jalapa                          | Milpas Altas  | Santa Lucía Milpas Altas, Sacatepequez |
| Grupo D             | Grupo D                            | Grupo E            | Grupo E                                 |               |                                        |
| Equipo              | Ciudad                             | Equipo             | Ciudad                                  |               |                                        |
| Ayutla              | Ayutla Tecún Umán, San Marcos      | América de Salcajá | Salcajá, Quetzaltenango                 |               |                                        |
| Bolivia             | Santo Domingo Suchitepéquez        | Barillas           | Santa Cruz Barillas, Huehuetenango      |               |                                        |
| Champerico          | Champerico, Retalhuleu             | Chiantla           | Chiantla, Huehuetenango                 |               |                                        |
| Colomba             | Colomba Costa Cuca, Quetzaltenango | Democracia         | La Democracia, Huehuetenango            |               |                                        |
| Juventud Retaltecos | Retalhuleu, Retalhuleu             | Juventud Copalera  | San Ildefonso Ixtahuacán, Huehuetenango |               |                                        |
| Pajapita            | Pajapita, San Marcos               | La Libertad        | La Libertad, Huehuetenango              |               |                                        |
| San Pedro FC        | San Pedro La Laguna, Sololá        | San Juan           | San Pedro La Laguna, Sololá             |               |                                        |
| Tiquisate           | Tiquisate, Escuintla               | CSD San Pedro      | San Pedro La Laguna, Sololá             |               |                                        |

## Clasificación

### Grupo A
|                                      | Pos. | Equipos      | PJ | PG | PE | PP | GF | GC | Dif. | PTS | Clasificación    |
| ------------------------------------ | ---- | ------------ | -- | -- | -- | -- | -- | -- | ---- | --- | ---------------- |
|                                      | 1º   | Melchor      | 14 | 8  | 3  | 3  | 21 | 9  | +12  | 27  | Octavos de final |
|                                      | 2º   | San Benito   | 14 | 7  | 3  | 4  | 23 | 15 | +8   | 24  | Octavos de final |
|                                      | 3º   | Sayaxché     | 14 | 7  | 2  | 5  | 14 | 9  | +5   | 23  | Octavos de final |
|                                      | 4º   | Heredia      | 14 | 7  | 0  | 7  | 18 | 16 | +2   | 21  |                  |
|                                      | 5º   | Carchá       | 14 | 5  | 3  | 6  | 13 | 17 | -4   | 18  |                  |
|                                      | 6º   | Izabal JC    | 14 | 5  | 2  | 7  | 9  | 14 | -5   | 17  |                  |
|                                      | 7º   | Buenos Aires | 14 | 5  | 2  | 7  | 12 | 19 | -7   | 17  |                  |
|                                      | 8º   | Manatí       | 14 | 4  | 4  | 8  | 8  | 19 | -11  | 12  |                  |
| Actualización: 26 de octubre de 2021 |      |              |    |    |    |    |    |    |      |     |                  |

### Grupo B
|                                      | Pos. | Equipos            | PJ | PG | PE | PP | GF | GC | Dif. | PTS | Clasificación    |
| ------------------------------------ | ---- | ------------------ | -- | -- | -- | -- | -- | -- | ---- | --- | ---------------- |
|                                      | 1º   | Gualán             | 14 | 9  | 1  | 4  | 28 | 18 | +10  | 28  | Octavos de final |
|                                      | 2º   | Tigres del Jumay   | 14 | 8  | 2  | 4  | 22 | 15 | +7   | 26  | Octavos de final |
|                                      | 3º   | San Jorge          | 14 | 7  | 4  | 3  | 27 | 12 | +15  | 25  | Octavos de final |
|                                      | 4º   | Salamá             | 14 | 4  | 7  | 3  | 16 | 13 | +3   | 19  |                  |
|                                      | 5º   | Sansare            | 14 | 5  | 2  | 7  | 23 | 26 | -3   | 17  |                  |
|                                      | 6º   | San Diego          | 14 | 3  | 5  | 6  | 16 | 24 | -8   | 14  |                  |
|                                      | 7º   | Santa Cruz Verapaz | 14 | 3  | 4  | 7  | 11 | 23 | -12  | 13  |                  |
|                                      | 8º   | Atlas Esquipulas   | 14 | 3  | 3  | 8  | 12 | 24 | -12  | 12  |                  |
| Actualización: 26 de octubre de 2021 |      |                    |    |    |    |    |    |    |      |     |                  |

### Grupo C
|                                      | Pos. | Equipos       | PJ | PG | PE | PP | GF | GC | Dif. | PTS | Clasificación    |
| ------------------------------------ | ---- | ------------- | -- | -- | -- | -- | -- | -- | ---- | --- | ---------------- |
|                                      | 1º   | Chiquimulilla | 14 | 8  | 3  | 3  | 20 | 12 | +8   | 27  | Octavos de final |
|                                      | 2º   | Cuilapa       | 14 | 8  | 2  | 4  | 23 | 16 | +7   | 26  | Octavos de final |
|                                      | 3º   | Capitalinos   | 14 | 6  | 5  | 3  | 22 | 17 | +5   | 23  | Octavos de final |
|                                      | 4º   | Barberena     | 14 | 6  | 3  | 5  | 24 | 17 | +7   | 21  |                  |
|                                      | 5º   | Fraijanes     | 14 | 5  | 3  | 6  | 14 | 15 | -1   | 18  |                  |
|                                      | 6º   | Milpas Altas  | 14 | 4  | 3  | 7  | 17 | 24 | -7   | 15  |                  |
|                                      | 7º   | Bárcenas VN   | 14 | 4  | 3  | 7  | 17 | 28 | -11  | 15  |                  |
|                                      | 8º   | Futeca        | 14 | 2  | 4  | 8  | 11 | 19 | -8   | 10  |                  |
| Actualización: 26 de octubre de 2021 |      |               |    |    |    |    |    |    |      |     |                  |

### Grupo D
|                                      | Pos. | Equipos             | PJ | PG | PE | PP | GF | GC | Dif. | PTS | Clasificación    |
| ------------------------------------ | ---- | ------------------- | -- | -- | -- | -- | -- | -- | ---- | --- | ---------------- |
|                                      | 1º   | Ayutla              | 14 | 8  | 2  | 4  | 29 | 25 | +4   | 26  | Octavos de final |
|                                      | 2º   | Pajapita            | 14 | 7  | 4  | 3  | 26 | 14 | +12  | 25  | Octavos de final |
|                                      | 3º   | Bolivia             | 14 | 7  | 3  | 4  | 24 | 13 | +11  | 24  | Octavos de final |
|                                      | 4º   | Colomba             | 14 | 7  | 3  | 4  | 25 | 15 | +10  | 24  | Octavos de final |
|                                      | 5º   | San Pedro FC        | 14 | 7  | 2  | 5  | 24 | 12 | +12  | 23  |                  |
|                                      | 6º   | Tiquisate           | 14 | 4  | 3  | 7  | 17 | 24 | -7   | 15  |                  |
|                                      | 7º   | Juventud Retaltecos | 14 | 3  | 3  | 8  | 20 | 28 | -8   | 12  |                  |
|                                      | 8º   | Champerico          | 14 | 3  | 0  | 11 | 14 | 48 | -34  | 9   |                  |
| Actualización: 26 de octubre de 2021 |      |                     |    |    |    |    |    |    |      |     |                  |

### Grupo E
|                                      | Pos. | Equipos           | PJ | PG | PE | PP | GF | GC | Dif. | PTS | Clasificación    |
| ------------------------------------ | ---- | ----------------- | -- | -- | -- | -- | -- | -- | ---- | --- | ---------------- |
|                                      | 1º   | Democracia        | 14 | 7  | 2  | 5  | 27 | 14 | +13  | 23  | Octavos de final |
|                                      | 2º   | San Juan          | 13 | 7  | 2  | 4  | 20 | 16 | +4   | 23  | Octavos de final |
|                                      | 3º   | Chiantla          | 14 | 7  | 1  | 6  | 18 | 22 | -4   | 22  | Octavos de final |
|                                      | 4º   | CSD San Pedro     | 14 | 6  | 2  | 6  | 24 | 19 | +5   | 20  |                  |
|                                      | 5º   | Barillas          | 14 | 6  | 2  | 6  | 16 | 15 | +1   | 20  |                  |
|                                      | 6º   | Juventud Copalera | 13 | 6  | 1  | 6  | 17 | 18 | -1   | 19  |                  |
|                                      | 7º   | La Libertad       | 14 | 5  | 2  | 7  | 13 | 22 | -9   | 17  |                  |
|                                      | 8º   | América Salcajá   | 14 | 5  | 0  | 9  | 17 | 26 | -9   | 15  |                  |
| Actualización: 26 de octubre de 2021 |      |                   |    |    |    |    |    |    |      |     |                  |

## Fase final

### Octavos de final
| Fechas        | Local en la ida | Global | Local en la vuelta | Ida   | Vuelta |
| ------------- | --------------- | ------ | ------------------ | ----- | ------ |
| 31 de octubre | Chiantla        | 0 - 1  | Gualán             | 0 - 1 | 0 - 0  |
| 31 de octubre | Sayaxché        | 1 - 2  | Melchor            | 0 - 1 | 1 - 1  |
| 30 de octubre | Capitalinos     | 2 - 1  | Chiquimulilla      | 2 - 1 | 0 - 0  |
| 31 de octubre | Democracia      | 2 - 3  | Cuilapa            | 1 - 0 | 1 - 3  |
| 31 de octubre | San Benito      | 2 - 3  | Tigres del Jumay   | 1 - 1 | 1 - 2  |
| 31 de octubre | Colomba         | 1 - 2  | San Juan           | 1 - 1 | 0 - 1  |
| 31 de octubre | Bolivia         | 1 - 4  | Ayutla             | 0 - 0 | 1 - 4  |
| 31 de octubre | Pajapita        | 5 - 6  | San Jorge          | 2 - 1 | 3 - 5  |

### Cuartos de final
| Fechas               | Local en la ida  | Global    | Local en la vuelta | Ida   | Vuelta |
| -------------------- | ---------------- | --------- | ------------------ | ----- | ------ |
| 13 y 21 de noviembre | San Jorge        | 4 - 2     | Gualán             | 3 - 1 | 1 - 1  |
| 13 y 21 de noviembre | Ayutla           | 4 - 3     | Melchor            | 3 - 1 | 1 - 2  |
| 13 y 21 de noviembre | Capitalinos      | 3 - 4     | San Juan           | 2 - 0 | 1 - 4  |
| 13 y 21 de noviembre | Tigres del Jumay | 3 - 3 (v) | Cuilapa            | 1 - 3 | 2 - 0  |

### Semifinales
| Lugar y Fecha                |           | Resultado      |          |
| ---------------------------- | --------- | -------------- | -------- |
| Guastatoya, 27 de noviembre  | San Jorge | 1 (5 p.p. 4) 1 | Cuilapa  |
| Mazatenango, 28 de noviembre | Ayutla    | 1 - 3          | San Juan |

### Final
| Fechas              | Local en la ida | Global | Local en la vuelta | Ida   | Vuelta |
| ------------------- | --------------- | ------ | ------------------ | ----- | ------ |
| 5 y 12 de diciembre | San Jorge       | 3 - 7  | San Juan           | 2 - 1 | 1 - 6  |

### Campeón
|                     |
| Campeón San Juan FC |
| 1° título           |

### Clasificados a Series de Ascenso
| Flag_of_Sololá_Department |                     |
| San Juan FC               | Deportivo San Jorge |

## Campeón
|                     |
| Campeón San Juan FC |
| 1° título           |